# Sociedade Esportiva Ceilandense
La Sociedade Esportiva Ceilandense, meglio noto come Ceilandense e in precedenza come Atlético Ceilandense, è una società calcistica brasiliana con sede a Ceilândia, nel Distretto Federale.

## Storia
Il club è stato fondato l'8 ottobre 1977 come Sociedade Esportiva Ceilandense. Ha partecipato al Campeonato Brasileiro Série C nel 1997 e nel 1995, anche se ha fatto delle prestazioni deboli in entrambe le edizioni. Il Ceilandense ha vinto il Campeonato Brasiliense Segunda Divisão nel 2009, dopo aver battuto il Botafogo-DF in finale, e più tardi il club ha cambiato denominazione in Sociedade Atlético Ceilandense, dopo aver stretto una partnership con l'Atlético Goianiense dello stato del Goiás. Tuttavia, nel 2013, dato che la partnership con il club del Goiás è terminata, il club è tornato a chiamarsi Sociedade Esportiva Ceilandense.

## Palmarès

### Competizioni statali
- Campeonato Brasiliense Segunda Divisão: 2

2009, 2023